# Parafia Najświętszej Maryi Panny Królowej Świata w Strzyżowicach
Parafia Najświętszej Maryi Panny Królowej Świata w Strzyżowicach – parafia rzymskokatolicka, znajdująca się w diecezji sosnowieckiej, w dekanacie będzińskim – św. Jana Pawła II. W parafii posługują księża diecezjalni. Według stanu na listopad 2018 proboszczem parafii był ks. Sławomir Karaś. 